# Trash - A Esperança Vem do Lixo
Trash (bra: Trash - A Esperança Vem do Lixo; prt: Lixo) é um filme britano-brasileiro de 2014, dos gêneros suspense e drama, dirigido por Stephen Daldry, com roteiro de Richard Curtis baseado no romance homônimo de Andy Mulligan. 
O longa é estrelado por Rooney Mara, Wagner Moura, Martin Sheen e Selton Mello.

## Sinopse
A trama de Trash nos apresenta aos garotos Gabriel, Rafael e Gardo, três meninos que vivem rodeados pela pobreza e miséria em um lixão do Rio de Janeiro. Porém, após um deles encontrar uma carteira em meio aos despejos do aterro sanitário, os garotos entram na mira do policial Frederico e do político corrupto Santos. A carteira em questão pertencia a José Ângelo, que deixou um código capaz de levar a uma fortuna de R$ 10 milhões. Os únicos que apoiam os meninos são o padre Ricardo, que atua no lixão, e a professora Olivia, que tenta contar a história deles para o mundo.

## Elenco
- Rooney Mara — Professora Olivia
- Martin Sheen — Padre Julliard
- Gabriel Weinstein — Rato
- Rickson Tevez — Raphael
- Eduardo Luís — Gardo
- Wagner Moura — José Ângelo
- Selton Mello — Frederico Gonz
- André Ramiro — Marco
- Stephan Nercessian — Santos
- Nelson Xavier — Jeferson
- José Dumont — Carlos
- Jesuíta Barbosa — Turk
- Teca Pereira — Graça
- Leandro Firmino — Thiago
- Charles Paraventi — Padre Michael
- Magdale Alves — Angelina
- Enrique Díaz — Sr. Sobral
- Maria Eduarda Lima Botelho — Pia
- Daniel Zettel — parceiro de Carlos
- Gisele Fróes — esposa de Santos
- Thiaré Maia — esposa de Frederico
- Luis Lobianco
- Adriano Garib
- Júlio Andrade
- Lexie Kendrick
- Shirley Cruz
- Ramilja Rifowna Iskander
- Ramon Francisco
- Jonathan Azevedo
- Maria Eduarda de Carvalho
- Christiane Amanpour
- Pedro Pauleey
- Deiwis Jamaica
- Thais Botelho

## Crítica
Para o jornalista Rubens Ewald Filho: O espectador que terá que perder sua desconfiança e deixar-se conquistar pelo filme, que se não é excepcional resulta bem feito e satisfatório.